# Protographium marcellinus
Protographium marcellinus är en fjärilsart som först beskrevs av Doubleday 1845.  Protographium marcellinus ingår i släktet Protographium och familjen riddarfjärilar. IUCN kategoriserar arten globalt som sårbar. Inga underarter finns listade i Catalogue of Life.

## Bildgalleri

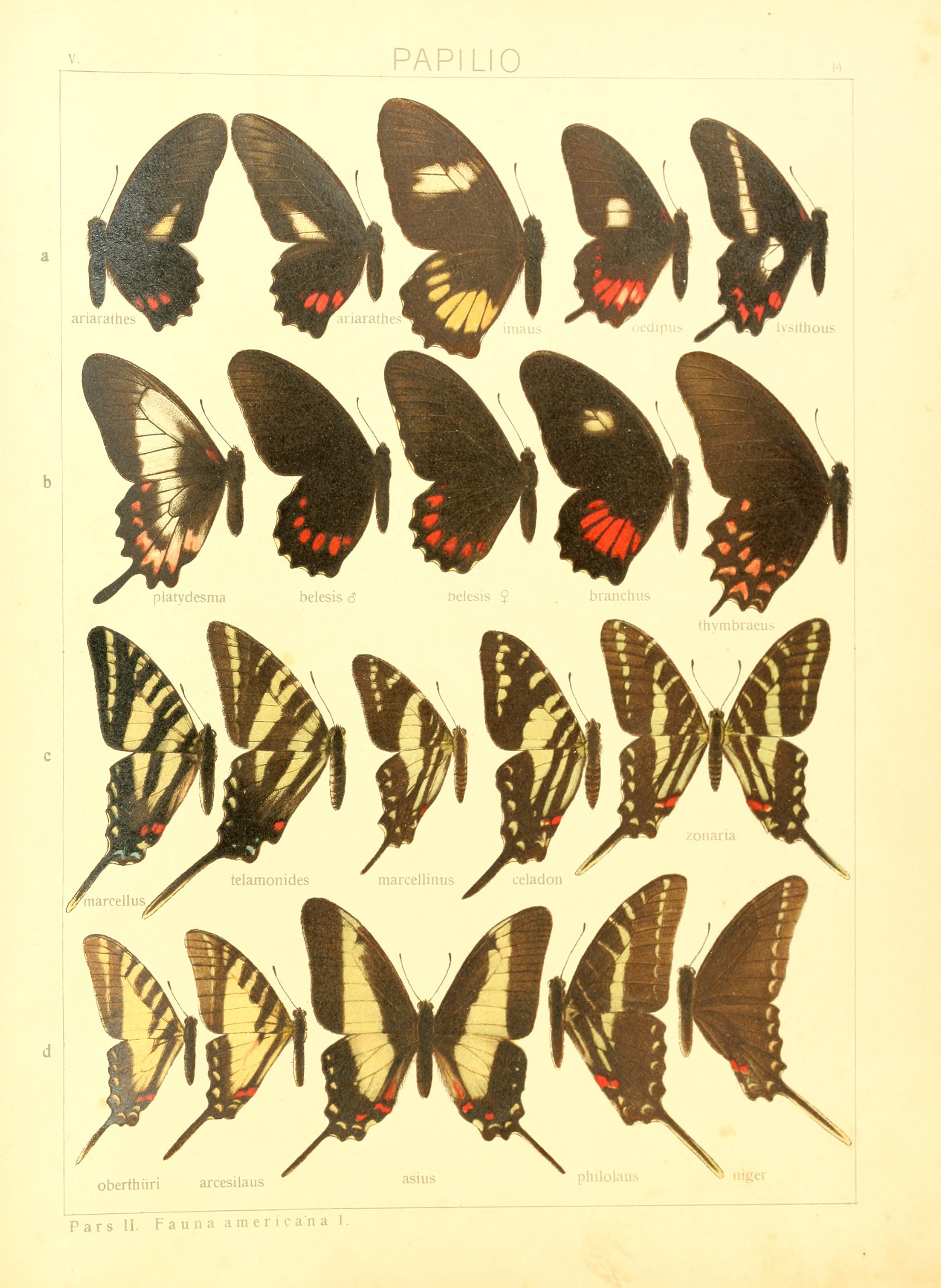